# Neoporus latocavus
Neoporus latocavus är en skalbaggsart som först beskrevs av Wolfe 1984.  Neoporus latocavus ingår i släktet Neoporus och familjen dykare. Inga underarter finns listade i Catalogue of Life.